# Parafia św. Marcina w Ćwiklicach
Parafia św. Marcina w Ćwiklicach – parafia rzymskokatolicka w Ćwiklicach, należy do archidiecezji katowickiej i dekanatu Miedźna.

## Historia
Parafia po raz pierwszy wzmiankowana została w spisie świętopietrza parafii dekanatu Oświęcim diecezji krakowskiej z 1326 pod nazwą Czviclicz i ponownie w 1327. W kolejnych spisach świętopietrza z lat 1346 – 1358 występuje w zapisach Czwiklicz, Czviklicz, Czwklicz, Cwiclicz, Cviclicz. Około 1350 roku powstał dekanat Pszczyna, który podlegał diecezji krakowskiej do 1821 roku, kiedy to na mocy bulli papieża Piusa VII De salute animarum z 17 lipca przyłączony został do diecezji wrocławskiej.
W listopadzie 1598 wizytacji kościelnej (pierwszej po soborze trydenckim) dekanatu pszczyńskiego dokonał archidiakon krakowski Krzysztof Kazimirski na zlecenie biskupa Jerzego Radziwiłła. Według sporządzonego sprawozdania kościół w Villa Cwiklyce znajdował się w rękach katolickich.